# Velić
Velić falu Horvátországban Split-Dalmácia megyében. Közigazgatásilag Triljhez tartozik.

## Fekvése
Splittől légvonalban 31, közúton 48 km-re északkeletre, Sinjtől légvonalban 15, közúton 20 km-re délkeletre, községközpontjától 8 km-re keletre a dalmát Zagora területén, a Sinji mező délkeleti szélén, a Kamešnica-hegység délnyugati lábánál fekszik. A településen halad át a Triljt Otokkal összekötő út.

## Története
Már a 3. században út vezetett itt át melyet az igazol, hogy 1921-ben a Krivač család szántóföldjén római mérföldkövet fordított ki az eke, melyen a 236-os évszám szerepelt. A faluban ókeresztény templom alapfalait tárták fel. Ez azt jelzi, hogy itt már a kora középkorban is éltek emberek. Területe 1686-ban Trilj környékével együtt szabadult fel a török uralom alól, de a karlócai béke ismét török kézen hagyta. Végleges felszabadulása csak az újabb velencei-török háborút lezáró pozsareváci békét követően 1718-ban történt meg, mely az új határt a Kamešnica-hegységnél húzta meg. A velencei uralom első éveiben telepítették be Hercegovinából érkezett keresztény lakossággal. A velencei uralomnak 1797-ben vége szakadt és osztrák csapatok vonultak be Dalmáciába. 1806-ban az osztrákokat legyőző franciák uralma alá került, de Napóleon lipcsei veresége után 1813-ban újra az osztrákoké lett. 1857-ben 236, 1910-ben 359 lakosa volt. 1918-ban az új szerb-horvát-szlovén állam, majd később Jugoszlávia része lett. A második világháború idején a Független Horvát Állam része lett. A háború után a szocialista Jugoszláviához került. 1991 óta a független Horvátországhoz tartozik. 2011-ben a településnek 288 lakosa volt.

## Lakosság
| Lakosság változása | Lakosság változása | Lakosság változása | Lakosság változása | Lakosság változása | Lakosság változása | Lakosság változása | Lakosság változása | Lakosság változása | Lakosság változása | Lakosság változása | Lakosság változása | Lakosság változása | Lakosság változása | Lakosság változása | Lakosság változása |
| ------------------ | ------------------ | ------------------ | ------------------ | ------------------ | ------------------ | ------------------ | ------------------ | ------------------ | ------------------ | ------------------ | ------------------ | ------------------ | ------------------ | ------------------ | ------------------ |
| 1857               | 1869               | 1880               | 1890               | 1900               | 1910               | 1921               | 1931               | 1948               | 1953               | 1961               | 1971               | 1981               | 1991               | 2001               | 2011               |
| 236                | 250                | 253                | 306                | 336                | 359                | 377                | 364                | 432                | 401                | 393                | 412                | 395                | 408                | 298                | 288                |

## Nevezetességei
A Rózsafüzér királynője tiszteletére szentelt régi római katolikus temploma kis méretű, boltozott épület. Építése valószínűleg a török alóli felszabadulás után nem sokkal történt. 1750-ben az egyházlátogatás során Bizza érsek még Hétfájdalmú Szűzanya kápolnaként említi, mai titulusát 1789-ben kapta. Egy szép Szűz Mária kép található benne. 1938-ban a régi kápolna mellett kezdték építeni az új templomot, de az építést a háború miatt abba kellett hagyni. A háború után ismét megindultak a munkálatok, de véglegesen csak 1978-ban Ivan Jukić plébános idejében készült el.
A D-220-as országút déli oldalán, a Trilj-Kamensko úton, a gornji seloi leágazástól mintegy 400 m-re található a falu  víztározója. A mesterséges tó a 20. század elején, a második osztrák kormányzás idején, 
készült helyi kőből, elliptikus alaprajzzal (hosszabb tengelye kb. 16 m, rövidebb kb. 10 m), téglalap alakú kifolyóval és mindkét oldalán két kisebb kővályúval. A környező terep felől alacsony kőfal veszi körül.

## Oktatás
A településen a Trilji alapiskola négyosztályos kihelyezett területi tagozata működik.